# NCAA Division I Cross Country Championships 2024
Die NCAA Division I Cross Country Championships 2024 wurden am 23. November 2024 von der University of Wisconsin–Madison ausgetragen. Veranstaltungsort war der Thomas Zimmer Championship Course in Madison. Es war die 86. Austragung der Meisterschaften bei den Männern und die 44. Austragung bei den Frauen.
Die Streckenlängen betrugen ca. 6 km bei den Frauen und ca. 10 km bei den Männern. Bei den Frauen lag Doris Lemngole von der University of Alabama vorne und in der Teamwertung die Brigham Young University (BYU). Bei den Männern verteidigte Graham Blanks von der Harvard University seinen Titel aus dem Vorjahr, während die Brigham Young University für den ersten Doppelsieg einer Universität in der Teamwertung bei Männern und Frauen seit 2004 sorgte.

## Ergebnisse

### Männer

#### Einzel
| Platz | Athlet         | Universität    | Zeit (min) |
| ----- | -------------- | -------------- | ---------- |
| 1     | Graham Blanks  | Harvard        | 28:37,2    |
| 2     | Habtom Samuel  | New Mexico     | 28:38,9    |
| 3     | Dylan Schubert | Furman         | 28:39,6    |
| 4     | Yaseen Abdalla | Arkansas       | 28:41,5    |
| 5     | Brian Musau    | Oklahoma State | 28:44,9    |
| 6     | Casey Clinger  | BYU            | 28:45,1    |
| 7     | Parker Wolfe   | North Carolina | 28:50,2    |
| 8     | Ethan Strand   | North Carolina | 28:53,0    |
| 9     | Liam Murphy    | Villanova      | 28:55,7    |
| 10    | Said Mechaal   | Iowa State     | 28:59,8    |

#### Team
| Platz | Universität und Athleten                                                                                       | Gesamtpunktzahl und Einzelplatzierung |
| ----- | --- | ------------------------------------- |
| 1     | BYU Casey Clinger Creed Thompson Joey Nokes Lucas Bons Davin Thompson James Corrigan Aidan Troutner            | 124 06 012 028 035 043 054 069        |
| 2     | Iowa State Said Mechaal Sanele Masondo Joash Ruto Robin Kwemoi Bera Gable Sieperda Devan Kipyego Timothy Sindt | 137 010 021 031 033 042 079 080       |
| 3     | Arkansas Yaseen Abdalla Kirami Yego Patrick Kiprop Ben Shearer Timothy Chesondin Brian Masai Reuben Reina      | 202 04 019 020 048 111 156 192        |
| 4     | Wisconsin | 212                                   |
| 5     | Northern Arizona                                                                                               | 237                                   |
| 6     | North Carolina                                                                                                 | 246                                   |
| 7     | Wake Forest | 256                                   |
| 8     | Oklahoma State                                                                                                 | 256                                   |
| 9     | New Mexico | 272                                   |
| 10    | Notre Dame | 337                                   |

### Frauen

#### Einzel
| Platz | Athletin       | Universität   | Zeit (min) |
| ----- | -------------- | ------------- | ---------- |
| 1     | Doris Lemngole | Alabama       | 19:21,0    |
| 2     | Pamela Kosgei  | New Mexico    | 19:27,8    |
| 3     | Hilda Olemomoi | Florida       | 19:28,7    |
| 4     | Amy Bunnage    | Stanford      | 19:31,1    |
| 5     | Grace Hartman  | NC State      | 19:39,5    |
| 6     | Ceili McCabe   | West Virginia | 19:41,2    |
| 7     | Paityn Noe     | Arkansas      | 19:42,3    |
| 8     | Hannah Gapes   | NC State      | 19:42,7    |
| 9     | Chloe Thomas   | Connecticut   | 19:43,5    |
| 10    | Kimberley May  | Providence    | 19:45,1    |

#### Team
| Platz | Universität und Athletinnen                                                                                        | Gesamtpunktzahl und Einzelplatzierung |
| ----- | --- | ------------------------------------- |
| 1     | BYU Lexy Halladay-Lowry Riley Chamberlain Carmen Alder Taylor Rohatinsky Carlee Hansen Nelah Roberts Taylor Lovell | 147 011 023 031 033 049 062 066       |
| 2     | West Virginia Ceili McCabe Joy Naukot Sarah Tait Emily Bryce Madison Trippett Alexis Lamb Tecla Lokrale            | 164 06 013 026 052 067 188 DNF        |
| 3     | Providence Kimberley May Alex Millard Shannon Flockhart Laura Mooney Anna Gardiner Niamh O’Mahony Cara Laverty     | 183 09 016 019 041 098 157 162        |
| 4     | Northern Arizona                                                                                                   | 206                                   |
| 5     | Oregon | 210                                   |
| 6     | Stanford | 213                                   |
| 7     | New Mexico | 244                                   |
| 8     | NC State | 251                                   |
| 9     | Georgetown | 263                                   |
| 10    | Alabama | 293                                   |